# Nowa Sucha (gmina)

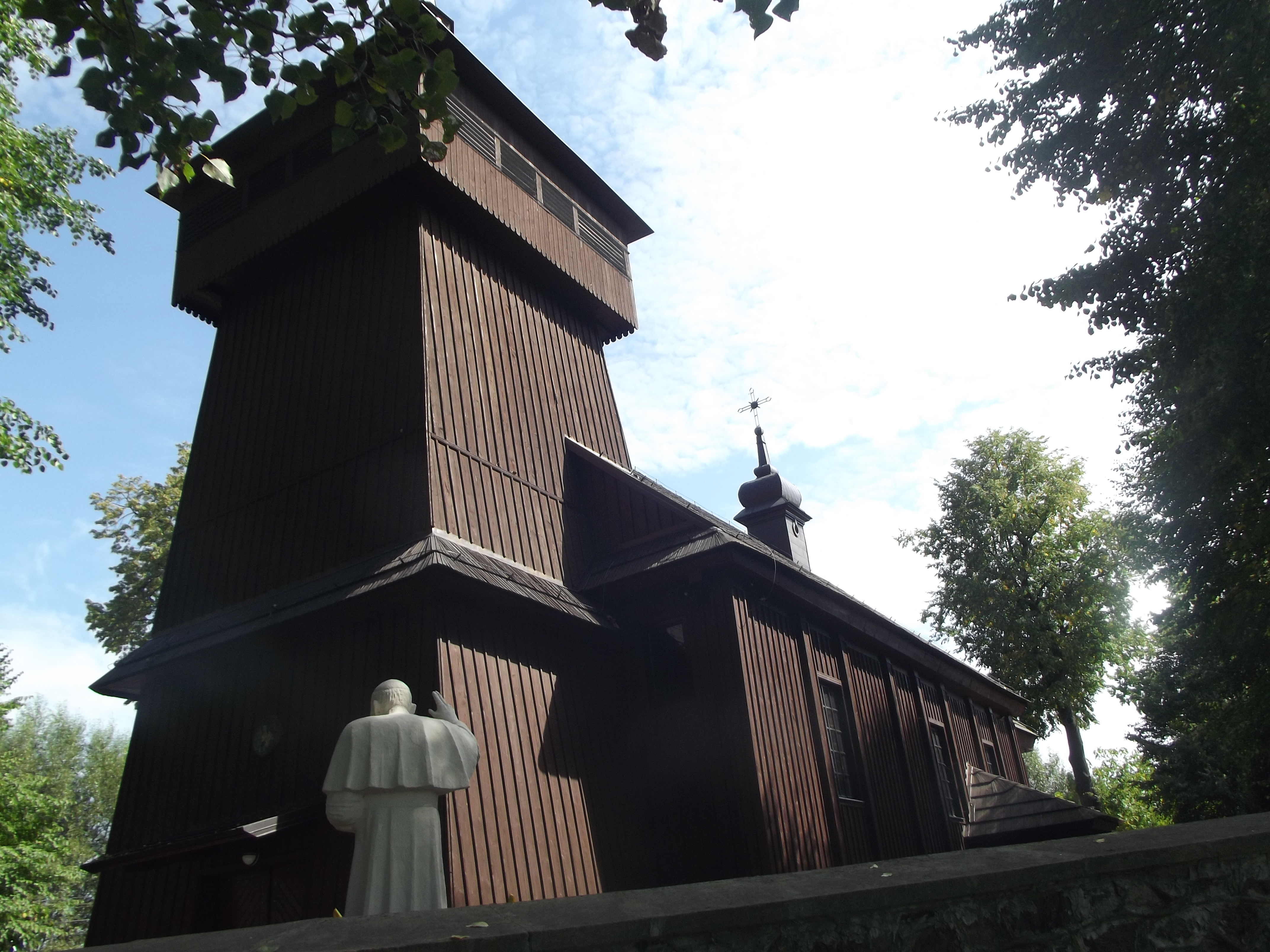
Kościół w Kurdwanowie

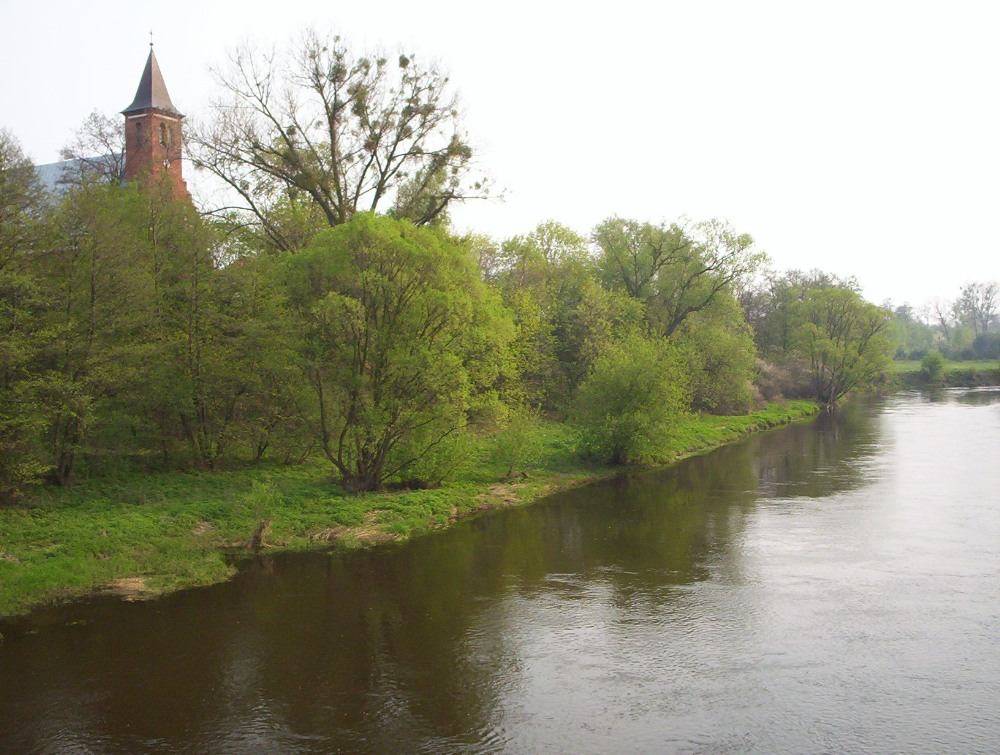
Kościół w Kozłowie Biskupim położony na skarpie oraz Bzura

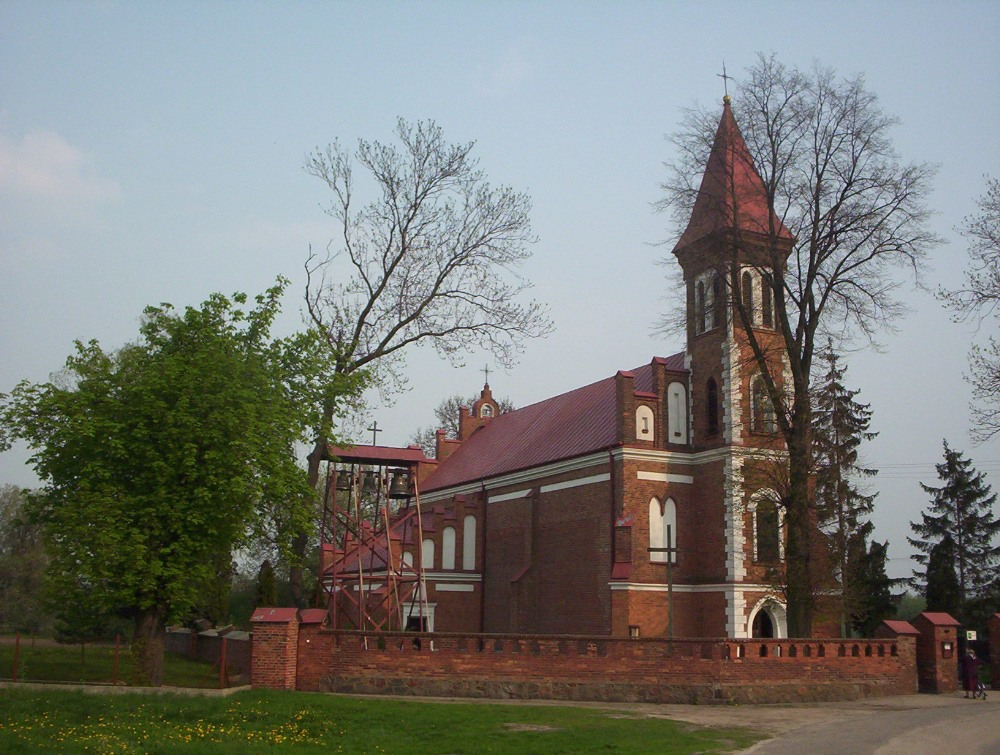
Kościół w Kozłowie Szlacheckim

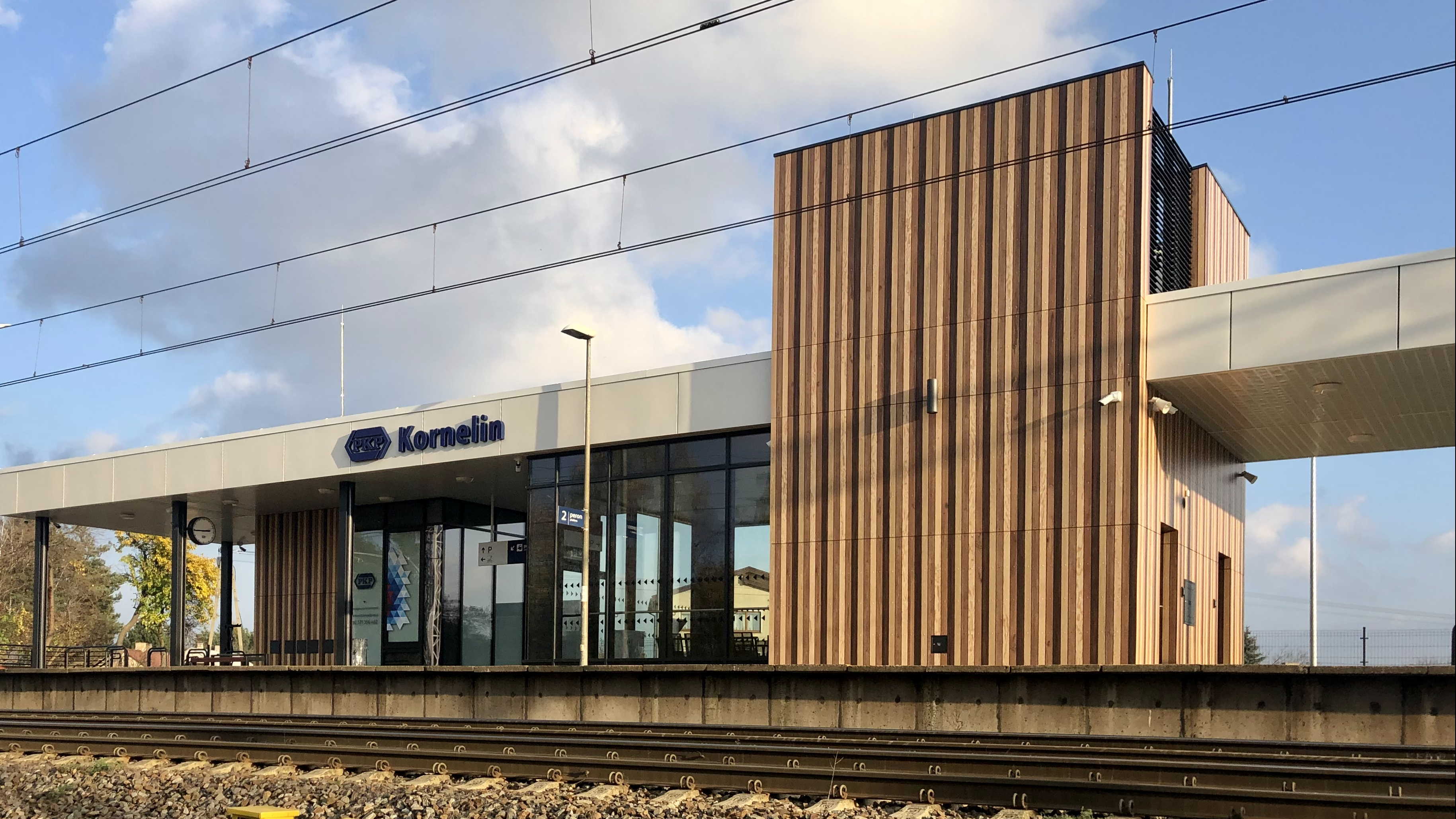
Przystanek kolejowy Kornelin w Kozłowie Biskupim

Nowa Sucha – gmina wiejska w województwie mazowieckim, w powiecie sochaczewskim. W latach 1975–1998 gmina położona była w województwie skierniewickim.
Siedziba gminy to Nowa Sucha.
Według danych z 31 grudnia 2021 gminę zamieszkiwały 6762 osoby.
5 października 1973 od gminy Nowa Sucha odłączono sołectwa Jeżówka i Wyczółki, włączając je do gminy Sochaczew.

## Struktura powierzchni
Według danych z roku 2002 gmina Nowa Sucha ma obszar 90,34 km², w tym:
- użytki rolne: 85%
- użytki leśne: 8%

Gmina stanowi 12,36% powierzchni powiatu.

## Demografia

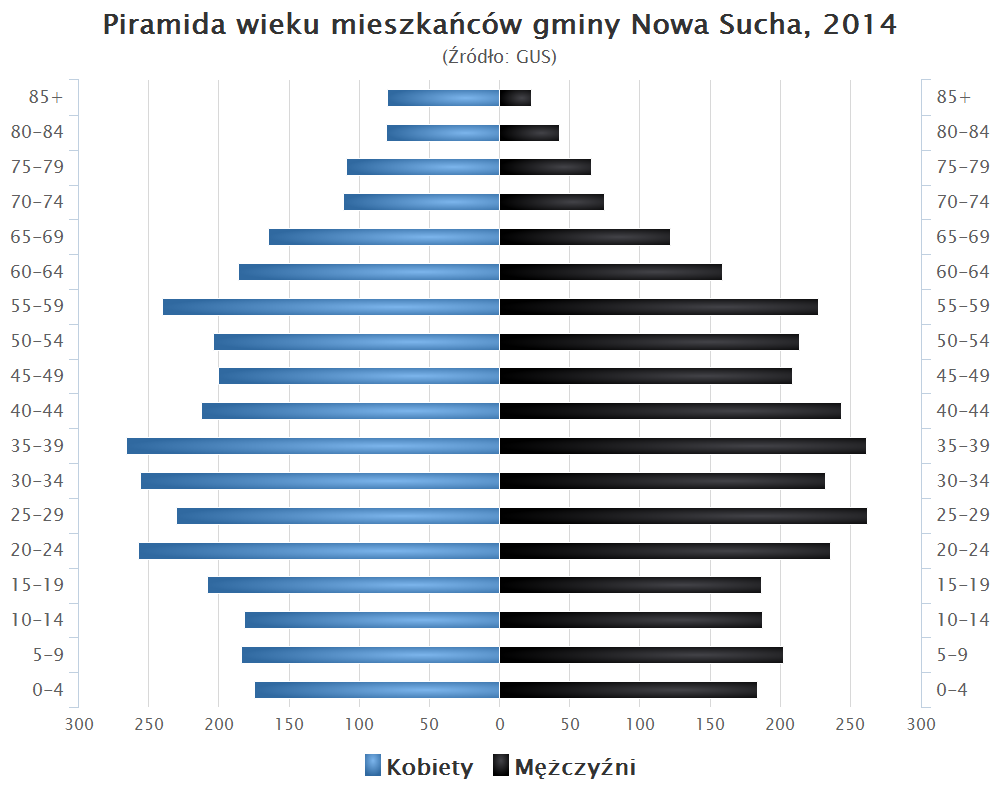
Piramida wieku mieszkańców gminy Nowa Sucha w 2014 roku

Dane z 31 marca 2014:
| Opis                            | Ogółem | Ogółem | Kobiety | Kobiety | Mężczyźni | Mężczyźni |
| ------------------------------- | ------ | ------ | ------- | ------- | --------- | --------- |
| jednostka                       | osób   | %      | osób    | %       | osób      | %         |
| populacja                       | 6447   | 100    | 3314    | 51,4    | 3133      | 48,6      |
| gęstość zaludnienia (osób./km²) | 71,36  | 71,36  | 36,68   | 36,68   | 34,68     | 34,68     |

## Edukacja

### Szkoły Podstawowe
- Szkoła Podstawowa im. Kornela Makuszyńskiego w Kozłowie Biskupim
- Szkoła Podstawowa im. Jakuba Kopacza w Nowej Suchej
- Szkoła Podstawowa im. Bohaterów Bitwy nad Bzurą w Kozłowie Szlacheckim
- Szkoła Podstawowa im. ks. Jana Twardowskiego w Kurdwanowie

## Kultura

### Placówki kulturowe
- Gminna Biblioteka Publiczna w Nowej Suchej
- Gminny Ośrodek Kultury, Sportu i Rekreacji w Nowej Suchej

### Imprezy i uroczystości
- Koncert papieski w Kozłowie Biskupim
- Biegi przełajowe im. Marka Kacprzaka w Nowej Suchej
- Festyn rodzinny „Powitanie lata w Nowej Suchej”
- Dożynki oraz Cross Country w Kurdwanowie
- Obchody w Kozłowie Szlacheckim poświęcone rocznicy Bitwy nad Bzurą

## Sport
Na terenie gminy od 1972 roku działa KS Promyk Nowa Sucha. Klub reprezentuje pięć drużyn: dwie seniorskie oraz trzy młodzieżowe. 2 września 2007 roku do użytku został oddany zmodernizowany stadion. Stworzono nowe trybuny oraz boisko do koszykówki, rozbudowano także szatnię.
14 grudnia 2011 r. nastąpiło otwarcie wielofunkcyjnego boiska "Orlik 2012" przy Szkole w Kozłowie Biskupim.

## Zabytki
- Kościół parafialny pw. Najświętszego Serca Pana Jezusa w Kozłowie Biskupim
- Kościół parafialny pw. św. Mikołaja w Kozłowie Szlacheckim
- Kościół parafialny pw. Przemienienia Pańskiego w Kurdwanowie
- Dwór w Rokotowie
- Dwór w Zakrzewie
- Neorenesansowy dwór w Gradowie

## Transport
Przez obszar gminy przebiegają drogi:
- DK nr 92 relacji Rzepin – Poznań – Warszawa – Mińsk Mazowiecki
- DK nr 50 relacji Ciechanów – Sochaczew – Żyrardów – Grójec – Mińsk Mazowiecki – Ostrów Mazowiecka
- DW nr 705 relacji Śladów - Sochaczew - Skierniewice - Jeżów

W odległości 10 km od granicy gminy zlokalizowany jest węzeł komunikacyjny Wiskitki na przecięciu autostrady A2 i drogi krajowej nr 50.
Gminę przecina linia kolejowa nr 3 Warszawa Zachodnia – Kunowice, fragment międzynarodowej linii kolejowej E 20 (Berlin - Warszawa - Moskwa).
Na terenie gminy zlokalizowane są dwa przystanki kolejowe Nowa Sucha i Kornelin.

## Urodzeni na terenie gminy
- Władysław Ślewiński (ur. 1 czerwca 1856 w Białyninie) – polski malarz, jeden z przedstawicieli Młodej Polski i Secesji
- Antoni Michalak (ur. 1899 lub 1902 w Kozłowie Szlacheckim) – polski malarz sztuki sakralnej, portrecista i rysownik

## Miejscowości o statusie sołectwa
Antoniew, Borzymówka, Braki, Glinki, Kolonia Gradowska, Kornelin-Leonów, Kościelna Góra, Kozłów Biskupi, Kozłów Szlachecki, Kurdwanów, Marysinek, Mizerka-Stary Żylin, Nowa Sucha, Nowy Białynin, Nowy Dębsk, Nowy Kozłów Drugi-Szeligi, Nowy Kozłów Pierwszy, Okopy, Orłów, Rokotów, Roztropna, Stara Sucha-Nowy Żylin, Stary Białynin, Stary Dębsk, Wikcinek, Zakrzew.

## Sąsiednie gminy
Gmina Nowa Sucha leży na pograniczu 2 województw: mazowieckiego i łódzkiego. Graniczy z 8 gminami:

- Bolimów
- Kocierzew Południowy
- Nieborów
- Rybno
- Sochaczew (gmina)
- Sochaczew (miasto)
- Teresin
- Wiskitki